# Världscupen i backhoppning 2013/2014
Världscupen i backhoppning 2013/2014 var den 35:e världscupsäsongen i backhoppning genom tiderna för herrar, och den tredje för damer. Världscupen för herrar startade den 23 november 2013 i Klingenthal, Tyskland. Damernas världscup startade den 6 december 2013 i Lillehammer, Norge. 
Regerande vinnare från förra säsongen var Gregor Schlierenzauer, Österrike på herrsidan och Sara Takanashi, Japan på damsidan.
Den 9-17 februari 2014 arrangerades Olympiska vinterspelen i backhoppning i Sotji.

## Tävlingskalender - herrar

### Individuellt
| Omgång                                                        | Datum                                       | Plats                                       | Arena                                       | Disciplin                                   | Etta                                                                          | Tvåa                                                                          | Trea                                                                          | Gula ledartröjan                                                              | Ref.                                                                          |
| ------------------------------------------------------------- | ------------------------------------------- | ------------------------------------------- | ------------------------------------------- | ------------------------------------------- | ----------------------------------------------------------------------------- | ----------------------------------------------------------------------------- | ----------------------------------------------------------------------------- | ----------------------------------------------------------------------------- | ----------------------------------------------------------------------------- |
| 1                                                             | 24 nov 2013 (1)                             | Klingenthal                                 | Vogtlandarena                               | HS 140                                      | Krzysztof Biegun                                                              | Andreas Wellinger                                                             | Jurij Tepeš                                                                   | Krzysztof Biegun                                                              |                                                                               |
| 2                                                             | 29 nov 2013                                 | Kuusamo                                     | Rukatunturi                                 | HS 142 (kväll)                              | Gregor Schlierenzauer                                                         | Marinus Kraus                                                                 | Thomas Morgenstern                                                            | Krzysztof Biegun                                                              |                                                                               |
| –                                                             | 30 nov 2013                                 | Kuusamo                                     | Rukatunturi                                 | HS 142 (kväll)                              | Tävlingen inställd på grund av stark vind; flyttad till Lahti den 28 februari | Tävlingen inställd på grund av stark vind; flyttad till Lahti den 28 februari | Tävlingen inställd på grund av stark vind; flyttad till Lahti den 28 februari | Tävlingen inställd på grund av stark vind; flyttad till Lahti den 28 februari | Tävlingen inställd på grund av stark vind; flyttad till Lahti den 28 februari |
| 3                                                             | 7 dec 2013                                  | Lillehammer                                 | Lysgårdsbacken                              | HS 100 (kväll)                              | Gregor Schlierenzauer                                                         | Taku Takeuchi                                                                 | Richard Freitag                                                               | Gregor Schlierenzauer                                                         |                                                                               |
| 4                                                             | 8 dec 2013                                  | Lillehammer                                 | Lysgårdsbacken                              | HS 138                                      | Severin Freund                                                                | Anders Bardal                                                                 | Daiki Ito                                                                     | Gregor Schlierenzauer                                                         |                                                                               |
| 5                                                             | 14 dec 2013                                 | Titisee-Neustadt                            | Hochfirstschanze                            | HS 142                                      | Thomas Morgenstern                                                            | Kamil Stoch                                                                   | Simon Amman                                                                   | Gregor Schlierenzauer                                                         |                                                                               |
| 6                                                             | 15 dec 2013                                 | Titisee-Neustadt                            | Hochfirstschanze                            | HS 142                                      | Kamil Stoch                                                                   | Simon Ammann                                                                  | Noriaki Kasai                                                                 | Gregor Schlierenzauer                                                         |                                                                               |
| 7                                                             | 21 dec 2013                                 | Engelberg                                   | Gross-Titlis-Schanze                        | HS 137                                      | Jan Ziobro                                                                    | Kamil Stoch                                                                   | Anders Bardal                                                                 | Kamil Stoch                                                                   |                                                                               |
| 8                                                             | 22 dec 2013                                 | Engelberg                                   | Gross-Titlis-Schanze                        | HS 137                                      | Kamil Stoch                                                                   | Andreas Wellinger                                                             | Jan Ziobro                                                                    | Kamil Stoch                                                                   |                                                                               |
| Tysk-österrikiska backhopparveckan (29 dec 2013 - 6 jan 2014) |                                             |                                             |                                             |                                             |                                                                               |                                                                               |                                                                               |                                                                               |                                                                               |
| 9                                                             | 29 dec 2013                                 | Oberstdorf                                  | Schattenbergschanze                         | HS 137 (kväll)                              | Simon Ammann                                                                  | Anders Bardal                                                                 | Thomas Diethart Peter Prevc                                                   | Kamil Stoch                                                                   |                                                                               |
| 10                                                            | 1 jan 2014                                  | Garmisch-Partenkirchen                      | Große Olympiaschanze                        | HS 140                                      | Thomas Diethart                                                               | Thomas Morgenstern                                                            | Simon Ammann                                                                  | Kamil Stoch                                                                   |                                                                               |
| 11                                                            | 4 jan 2014 (2)                              | Innsbruck                                   |                                             | HS 130                                      | Anssi Koivuranta                                                              | Simon Ammann                                                                  | Kamil Stoch                                                                   | Kamil Stoch                                                                   |                                                                               |
| 12                                                            | 6 jan 2014                                  | Bischofshofen                               | Paul-Ausserleitner-Schanze                  | HS 140 (kväll)                              | Thomas Diethart                                                               | Peter Prevc                                                                   | Thomas Morgenstern                                                            | Kamil Stoch                                                                   |                                                                               |
| Tysk-Österrikiska backhopparveckan – Totalt                   | Tysk-Österrikiska backhopparveckan – Totalt | Tysk-Österrikiska backhopparveckan – Totalt | Tysk-Österrikiska backhopparveckan – Totalt | Tysk-Österrikiska backhopparveckan – Totalt | Thomas Diethart                                                               | Thomas Morgenstern                                                            | Simon Ammann                                                                  |                                                                               |                                                                               |
| Slut på Tysk-Österrikiska backhopparveckan                    |                                             |                                             |                                             |                                             |                                                                               |                                                                               |                                                                               |                                                                               |                                                                               |
| 13                                                            | 11 jan 2014                                 | Tauplitz                                    | Kulm                                        | HS 200                                      | Noriaki Kasai                                                                 | Peter Prevc                                                                   | Gregor Schlierenzauer                                                         | Kamil Stoch                                                                   |                                                                               |
| 14                                                            | 12 jan 2014                                 | Tauplitz                                    | Kulm                                        | HS 200                                      | Peter Prevc                                                                   | Gregor Schlierenzauer                                                         | Noriaki Kasai                                                                 | Kamil Stoch                                                                   |                                                                               |
| 15                                                            | 16 jan 2014                                 | Wisła                                       | Malinka                                     | HS 134 (kväll)                              | Andreas Wellinger                                                             | Kamil Stoch                                                                   | Michael Hayböck                                                               | Kamil Stoch                                                                   |                                                                               |
| 16                                                            | 19 jan 2014 (3)                             | Zakopane                                    | Wielka Krokiew                              | HS 134                                      | Anders Bardal                                                                 | Peter Prevc                                                                   | Richard Freitag                                                               | Kamil Stoch                                                                   |                                                                               |
| 17                                                            | 25 jan 2014                                 | Sapporo                                     | Ōkurayama                                   | HS 134 (kväll)                              | Peter Prevc                                                                   | Jernej Damjan                                                                 | Noriaki Kasai                                                                 | Peter Prevc                                                                   |                                                                               |
| 18                                                            | 26 jan 2014                                 | Sapporo                                     | Ōkurayama                                   | HS 134                                      | Jernej Damjan                                                                 | Peter Prevc                                                                   | Robert Kranjec                                                                | Peter Prevc                                                                   |                                                                               |
| 19                                                            | 1 feb 2014                                  | Willingen                                   | Mühlenkopfschanze                           | HS 145 (kväll)                              | Kamil Stoch                                                                   | Severin Freund                                                                | Jernej Damjan                                                                 | Peter Prevc                                                                   |                                                                               |
| 20                                                            | 2 feb 2014                                  | Willingen                                   | Mühlenkopfschanze                           | HS 145                                      | Kamil Stoch                                                                   | Severin Freund                                                                | Peter Prevc                                                                   | Kamil Stoch                                                                   |                                                                               |
| Olympiska vinterspelen 2014 (7-23 feb 2014)                   |                                             |                                             |                                             |                                             |                                                                               |                                                                               |                                                                               |                                                                               |                                                                               |
| 21                                                            | 26 feb 2014                                 | Falun                                       | Lugnet                                      | HS 134 (kväll)                              | Severin Freund                                                                | Peter Prevc                                                                   | Noriaki Kasai                                                                 | Peter Prevc                                                                   |                                                                               |
| 22                                                            | 28 feb 2014                                 | Lahtis                                      | Salpausselkä                                | HS 130                                      | Severin Freund                                                                | Stefan Kraft                                                                  | Kamil Stoch                                                                   | Peter Prevc                                                                   |                                                                               |
| 23                                                            | 2 mar 2014                                  | Lahtis                                      | Salpausselkä                                | HS 130                                      | Kamil Stoch                                                                   | Severin Freund                                                                | Gregor Schlierenzauer                                                         | Kamil Stoch                                                                   |                                                                               |
| 24                                                            | 4 mar 2014                                  | Kuopio                                      | Puijo                                       | HS 127 (kväll)                              | Kamil Stoch                                                                   | Severin Freund                                                                | Anders Bardal                                                                 | Kamil Stoch                                                                   |                                                                               |
| 25                                                            | 7 mar 2014                                  | Trondheim                                   | Granåsen                                    | HS 140 (kväll)                              | Anders Bardal                                                                 | Andreas Kofler                                                                | Noriaki Kasai                                                                 | Kamil Stoch                                                                   |                                                                               |
| 26                                                            | 9 mar 2014                                  | Oslo                                        | Holmenkollbacken                            | HS 134                                      | Severin Freund                                                                | Anders Bardal                                                                 | Kamil Stoch                                                                   | Kamil Stoch                                                                   |                                                                               |
| VM i skidflygning (14-16 mar 2014)                            |                                             |                                             |                                             |                                             |                                                                               |                                                                               |                                                                               |                                                                               |                                                                               |
| 27                                                            | 21 mar 2014                                 | Planica                                     | Bloudkova velikanka                         | HS 139                                      | Severin Freund                                                                | Anders Bardal                                                                 | Peter Prevc                                                                   | Kamil Stoch                                                                   |                                                                               |
| 28                                                            | 23 mar 2014                                 | Planica                                     | Bloudkova velikanka                         | HS 139                                      | Peter Prevc                                                                   | Severin Freund                                                                | Anders Bardal                                                                 | Kamil Stoch                                                                   |                                                                               |

(1)-(3): Endast ett hopp genomfört på grund av stark vind

### Lagtävling

#### Herrar
| Omgång | Datum           | Plats       | Arena               | Gren           | Etta                                                                         | Tvåa                                                                   | Trea                                                                             | Gula ledartröjan | Ref. |
| ------ | --------------- | ----------- | ------------------- | -------------- | ---------------------------------------------------------------------------- | ---------------------------------------------------------------------- | -------------------------------------------------------------------------------- | ---------------- | ---- |
| 1      | 23 nov 2013 (1) | Klingenthal | Vogtlandarena       | HS 140 (kväll) | Slovenien Jurij Tepeš Robert Kranjec Jaka Hvala Peter Prevc                  | Tyskland Andreas Wank Karl Geiger Andreas Wellinger Severin Freund     | Japan Daiki Ito Reruhi Shimizu Noriaki Kasai Taku Takeuchi                       | Slovenien        |      |
| 2      | 18 jan 2014     | Zakopane    | Wielka Krokiew      | HS 134 (kväll) | Slovenien Jurij Tepeš Robert Kranjec Jernej Damjan Peter Prevc               | Tyskland Andreas Wank Richard Freitag Andreas Wellinger Severin Freund | Österrike Michael Hayböck Manuel Poppinger Thomas Diethart Gregor Schlierenzauer | Österrike        |      |
| 3      | 1 mar 2014      | Lahtis      | Salpausselkä        | HS 130 (kväll) | Österrike Thomas Diethart Stefan Kraft Michael Hayböck Gregor Schlierenzauer | Tyskland Andreas Wank Marinus Kraus Andreas Wellinger Severin Freund   | Norge Anders Fannemel Andreas Stjernen Rune Velta Anders Bardal                  | Österrike        |      |
| 4      | 22 mar 2014     | Planica     | Bloudkova velikanka | HS 139         | Österrike Stefan Kraft Andreas Kofler Thomas Diethart Gregor Schlierenzauer  | Polen Maciej Kot Piotr Żyła Klemens Murańka Kamil Stoch                | Norge Andreas Stjernen Tom Hilde Anders Fannemel Anders Bardal                   | Österrike        |      |

(1): Sista hoppet ställdes in på grund av dåliga vindförhållanden.

## Tävlingskalender - damer

### Individuellt
| Omgång                                      | Datum       | Plats        | Arena                       | Gren          | Etta                                                                         | Tvåa                                                                         | Trea                                                                         | Gula ledartröjan                                                             | Ref.                                                                         |
| ------------------------------------------- | ----------- | ------------ | --------------------------- | ------------- | ---------------------------------------------------------------------------- | ---------------------------------------------------------------------------- | ---------------------------------------------------------------------------- | ---------------------------------------------------------------------------- | ---------------------------------------------------------------------------- |
| 1                                           | 7 dec 2013  | Lillehammer  | Lysgårdsbacken              | HS 100        | Sara Takanashi                                                               | Daniela Iraschko-Stolz Gianina Ernst                                         |                                                                              | Sara Takanashi                                                               |                                                                              |
| 2                                           | 21 dec 2013 | Hinterzarten | Rothaus-Schanze             | HS 108        | Sara Takanashi                                                               | Daniela Iraschko-Stolz                                                       | Irina Avvakumova                                                             | Sara Takanashi                                                               |                                                                              |
| 3                                           | 22 dec 2013 | Hinterzarten | Rothaus-Schanze             | HS 108        | Sara Takanashi                                                               | Irina Avvakumova                                                             | Carina Vogt                                                                  | Sara Takanashi                                                               |                                                                              |
| 4                                           | 3 jan 2014  | Chaykovsky   | Sneschinka                  | HS 106        | Sara Takanashi                                                               | Carina Vogt                                                                  | Irina Avvakumova                                                             | Sara Takanashi                                                               |                                                                              |
| 5                                           | 4 jan 2014  | Chaykovsky   | Sneschinka                  | HS 106        | Irina Avvakumova                                                             | Carina Vogt                                                                  | Sara Takanashi                                                               | Sara Takanashi                                                               |                                                                              |
| 6                                           | 11 jan 2014 | Sapporo      | Miyanomori Janpu Kyōgijō    | HS 100        | Sara Takanashi                                                               | Carina Vogt                                                                  | Irina Avvakumova                                                             | Sara Takanashi                                                               |                                                                              |
| 7                                           | 12 jan 2014 | Sapporo      | Miyanomori Janpu Kyōgijō    | HS 100        | Sara Takanashi                                                               | Coline Mattel                                                                | Irina Avvakumova                                                             | Sara Takanashi                                                               |                                                                              |
| 8                                           | 18 jan 2014 | Zaō          | Zaō jampu-dai               | HS 100        | Sara Takanashi                                                               | Yuki Ito                                                                     | Carina Vogt                                                                  | Sara Takanashi                                                               |                                                                              |
| 9                                           | 19 jan 2014 | Zaō          | Zaō jampu-dai               | HS 100        | Sara Takanashi                                                               | Carina Vogt                                                                  | Bigna Windmüller                                                             | Sara Takanashi                                                               |                                                                              |
| –                                           | 25 jan 2014 | Ljubno       | K-85                        | HS 95         | Tävlingen inställd på grund av snöbrist; flyttad till Planica den 25 januari | Tävlingen inställd på grund av snöbrist; flyttad till Planica den 25 januari | Tävlingen inställd på grund av snöbrist; flyttad till Planica den 25 januari | Tävlingen inställd på grund av snöbrist; flyttad till Planica den 25 januari | Tävlingen inställd på grund av snöbrist; flyttad till Planica den 25 januari |
| –                                           | 26 jan 2014 | Ljubno       | K-85                        | HS 95         | Tävlingen inställd på grund av snöbrist; flyttad till Planica den 26 januari | Tävlingen inställd på grund av snöbrist; flyttad till Planica den 26 januari | Tävlingen inställd på grund av snöbrist; flyttad till Planica den 26 januari | Tävlingen inställd på grund av snöbrist; flyttad till Planica den 26 januari | Tävlingen inställd på grund av snöbrist; flyttad till Planica den 26 januari |
| 10                                          | 25 jan 2014 | Planica (1)  | Bloudkova velikanka         | HS 104        | Daniela Iraschko-Stolz                                                       | Sara Takanashi                                                               | Carina Vogt                                                                  | Sara Takanashi                                                               |                                                                              |
| 11                                          | 26 jan 2014 | Planica (1)  | Bloudkova velikanka         | HS 104        | Daniela Iraschko-Stolz                                                       | Sara Takanashi                                                               | Carina Vogt                                                                  | Sara Takanashi                                                               |                                                                              |
| 12                                          | 1 feb 2014  | Hinzenbach   | Langenwaldschanze           | HS 94         | Sara Takanashi                                                               | Daniela Iraschko-Stolz                                                       | Maja Vtič                                                                    | Sara Takanashi                                                               |                                                                              |
| 13                                          | 2 feb 2014  | Hinzenbach   | Langenwaldschanze           | HS 94         | Sara Takanashi                                                               | Daniela Iraschko-Stolz                                                       | Julia Kykkänen                                                               | Sara Takanashi                                                               |                                                                              |
| Olympiska vinterspelen 2014 (7-23 feb 2014) |             |              |                             |               |                                                                              |                                                                              |                                                                              |                                                                              |                                                                              |
| 14                                          | 1 mar 2014  | Râșnov       | Trambulina Valea Cărbunării | HS 100        | Sara Takanashi                                                               | Maren Lundby                                                                 | Yuki Ito                                                                     | Sara Takanashi                                                               |                                                                              |
| 15                                          | 2 mar 2014  | Râșnov       | Trambulina Valea Cărbunării | HS 100        | Sara Takanashi                                                               | Jessica Jerome                                                               | Evelyn Insam                                                                 | Sara Takanashi                                                               |                                                                              |
| 16                                          | 8 mar 2014  | Oslo         | Holmenkollen                | HS 134        | Sara Takanashi                                                               | Katja Požun                                                                  | Yuki Ito                                                                     | Sara Takanashi                                                               |                                                                              |
| 17                                          | 15 mar 2014 | Falun        | Lugnet                      | HS 98 (kväll) | Sara Takanashi                                                               | Yuki Ito                                                                     | Julia Kykkänen                                                               | Sara Takanashi                                                               |                                                                              |
| –                                           | 16 mar 2014 | Falun        | Lugnet                      | HS 98         | Tävlingen inställd på grund av stark vind                                    | Tävlingen inställd på grund av stark vind                                    | Tävlingen inställd på grund av stark vind                                    | Tävlingen inställd på grund av stark vind                                    | Tävlingen inställd på grund av stark vind                                    |
| 18                                          | 22 mar 2014 | Planica      | Bloudkova velikanka         | HS 139        | Sara Takanashi                                                               | Yuki Ito                                                                     | Julia Clair                                                                  | Sara Takanashi                                                               |                                                                              |

(1): Planerad tävlingsort var Ljubno, flyttad till Planica på grund av snöbrist.

## Mixat
| Omgång | Datum      | PLats       | Arena          | Gren   | Etta                                                  | Tvåa                                                                                                 | Trea                                                     | Gula ledartröjan | Ref. |
| ------ | ---------- | ----------- | -------------- | ------ | ----------------------------------------------------- | --- | -------------------------------------------------------- | ---------------- | ---- |
| 1      | 6 dec 2013 | Lillehammer | Lysgårdsbacken | HS 100 | Japan Yūki Itō Daiki Itō Sara Takanashi Taku Takeuchi | Österrike Jacqueline Seifriedsberger Thomas Morgenstern Daniela Iraschko-Stolz Gregor Schlierenzauer | Norge Maren Lundby Rune Velta Anette Sagen Anders Bardal | Tyskland         |      |